# Hungerkrigen
 Denne artikel omhandler den middelalderlige polsk-tyske konflikt. For den danske lockout, der også kendes som "Hungerkrigen", se Storlockouten i 1899.
Hungerkrigen var en kortvarig konflikt mellem de allierede kongeriget Polen og storhertugdømmet Litauen, mod Den Tyske Orden i sommeren 1414 i et forsøg på at løse territoriale stridigheder. Krigen fik sit navn fra den brændt jord-taktik som begge sider benyttede. Konflikten sluttede uden større politiske resultater, men medførte hungersnød og sygdom i store dele af Preussen. Ifølge Johann von Posilge døde 86 munke fra Den Tyske Orden af pest efter krigen. Til sammenligning døde omkring 200 munke i Slaget ved Tannenberg i 1410, der var et af de største slag i middelalderens Europa.